# 下環街社會服務綜合大樓
下環街社會服務綜合大樓（葡萄牙語：Complexo Municipal de Serviços Comunitários da Praia），位於澳門半島下環李嘉祿街。前身為臨時下環街市，2009年11月26日因永久街市啟用關閉並拆卸。2010年，原臨時下環街市用地改造為“下環區臨時體育天地”，於同年9月30日舉行啟用儀式，設有戶外乒乓球枱、羽毛球場、健身運動器材等，由體育發展局管理。2010年，政府計劃斥資兩億於原臨時下環街市地段興建本大樓，集衛生中心、護理設施、康體活動及公共停車場於一身的社會服務綜合大樓。2013年8月22日，土地工務運輸局就第一期地基及地庫結構工程進行公開開標。2013年12月10日，本大樓地段內原下環臨時體育休憩區關閉；並於同年12月底正式動工。2017年，第一期地基及地庫結構工程完工在即，第二期上蓋主體建築工程進行公開開標，並爭取於同年第三季動工。受COVID-19疫情影響，本大樓當時預計延至2020年7月完工。2020年11月3日，位於本大樓地面層至二樓的下環衛生中心正式啟用，是澳門第4大衛生中心，服務人口約5至6萬人；同日起位於本大樓地庫一層至二層的李加祿街公共停車場亦同步啟用。

## 歷史

### 第一期工程
2013年8月22日，第一期工程建造進行公開開標，共收到7份參與競投的標書全部被接納，所提出的工程造價介乎1億1千5百多萬至1億3千3百多萬澳門元不等。第一期工程為3層地庫，預計最快可於今年年底動工，施工期約16個月。第二期工程為地面層及1至3層，將於第一期完工後接續動工。
2013年12月10日，為配合本大樓工程建造展開，原“下環區臨時體育天地”正式關閉。
2013年12月14日，為配合本大樓建造工程動工，“下環街市”巴士站臨時遷移往下環街方向遷移約四十米。
2014年1月，本大樓建造工程正式動工。
2014年2月，為配合本大樓第一期工程動工，部分施工範圍內存在電力、自來水和電訊管線，當局安排三家公用事業公司分階段遷移管線，預計需時兩個月，待整體管線遷移及接通後，建造工程可全面施工。

### 第二期工程
2017年2月7日，第一期地基及地庫工程預計在同年第三季前完成。而本大樓第二期上蓋主體建築工程進行公開開標，爭取同年第三季動工，施工期最長720個工作天。共收到25份標書。
2017年2月8日，本大樓第二期工程完成開標，土地工務運輸局共收到25份標書，除一份屬有條件接納須補交文件外，其餘24份標書均被接納，提出的造價由1.84億至2.59億元不等。

### 竣工及啟用
2020年7月中，本大樓工程完工。同年8月10日，政府公報刊登特首批示，核准《李加祿街停車場的使用及經營規章》，該公共停車場是由大樓地庫第一層及第二層構成，出入口設於木瓜圍，會有46個輕型客車和56個為重型及輕型電單車泊位。
2020年9月14日，原位於友誼大馬路918號澳門世界貿易中心15樓的「衛生局預防及控制吸煙辦公室」遷往本大樓三樓。
2020年10月27日，澳門《特區公報》刊登行政長官批示，位於本大樓內的下環衛生中心將於同年11月3日啟用，而原風順堂衛生中心因搬遷於同年10月31日起停止服務。
2020年11月3日，位本大樓地面層至二樓的下環衛生中心正式啟用，由行政長官賀一誠主持。該衛生中心取代風順堂衛生中心，服務轄區包括下環區、南西灣及主教山區、南灣湖填海區，服務人口約50,000至60,000人。
2020年11月3日，為配合本大樓內下環衛生中心投入運作，位於本大樓地庫一層至二層的地下公共停車場於當天14:00起正式啟用，同時“下環街市”巴士站於當天首班車起永久遷移至本大樓外之原上落客貨區。

## 樓層分佈
| 樓層分佈 |                                                                        |
| 4F       | 長者日間護理中心（母親會下環長者綜合服務中心）                         |
| 3F       | 長者院舍（母親會下環長者綜合服務中心）、防控煙酒辦公室                 |
| 2F       | 下環衛生中心、長者院舍（母親會下環長者綜合服務中心）                   |
| 1F       | 下環衛生中心                                                           |
| GF       | 下環衛生中心大堂、長者中心出入口、公共垃圾房、配電房、停車場出入口通道 |
| B1F      | 下環衛生中心倉庫、李加祿街公共停車場                                   |
| B2F      | 李加祿街公共停車場                                                     |
| B3F      | 衛生局─專用停車場                                                      |

## 設施
按澳門特區政府在2013年和2017年規劃，設有三層地庫和地上四層。地庫三層為衛生局專用停車場，地庫二層為公共停車場，地庫一層至二樓樓為下環衛生中心，地面層同時設有公共垃圾房、配電房、停車場出入口通道、部份社會設施及體育設施等，二樓至三樓為護養院，四樓為長者日間護理中心。

### 政府設施
- 下環衛生中心：位於本大樓地面層至二樓[32]
- 防控煙酒辦公室 （页面存档备份，存于）：位於本大樓三樓

### 社會服務設施
- 母親會下環長者綜合服務中心 （页面存档备份，存于）：位於本大樓2樓至4樓

### 公共停車場
- 李加祿街停車場：位於本大樓地庫一層至二層，提供46個輕型汽車泊車位及56個摩托車泊車位[33]

## 爭議及事故

### 工程延誤
2014年6月15日，時任衛生局副局長鄭成業表示，計劃將原風順堂衛生中心遷往本大樓內，但興建工程出現延誤，當時預計在2016年下半年建成。
2015年8月初，時任澳門立法會直選議員關翠杏提出書面質詢，質疑工務部門竄改本大樓第一期工程的完工時間，促交代原因及造價影響，並着引入“補償性違約金”。
2016年10月，有中區社咨委委員關注本大樓建造工程進度，委員張淑玲議程前發言促交代工程進度和完工時間，並落實工務部門的監督職能，督促承建商加緊建設大樓。而當時土地工務運輸局資料指本大樓第一期工程預計在2017年1月完工，第二期工程造價和招標時間當時沒詳細公佈，因而引起居民擔心預算將成“無底洞”，而工程延誤造成“拖後腿”並影響周邊居民生活，該委員冀盡快交待大樓工程進度和完工時間。
2018年12月10日，立法會直選議員李靜儀提出書面質詢跟進本大樓興建進度，她質疑公共工程出現重大問題而嚴重影響進度時，是否有訂定向社會主動交代訊息的發佈機制。而本大樓最初於2015年完工，工期一拖再拖。更在2017年12月被工務局發現已經建成的地庫漏水，對相關公司展開處罰聽證程序，然而一年過去了，政府依然也沒有向社會交代處理情況和工程進度，引起民間質疑。
2020年8月，本大樓建造工程於同年7月完工。下環區坊會促儘快啟用本大樓，善用資源，彌補和改善下環舊區居民尤其長者醫療、護理及康體服務等方面的不足和服務，更好改善民生。而本大樓當時仍缺乏啟用資訊和時間表。

### 工業意外
2016年6月9日上午，本大樓地盤發生工業意外，一名外僱於本大樓地盤燒焊時懷疑觸電，送院搶救後證實不治。死者姓勞、男性、31歲，外地僱員工人。事發在當天10:35，當時死者在地庫下層離地3.6米工字鋼上進行燒焊工作，期間懷疑觸電昏迷，消防員接報到場，將死者送往山頂醫院搶救，惟搶救無效，證實死亡。司警對屍體檢查，表面未有發現其他可疑或可能由刑事引致之傷痕。認為事件初步無可疑。勞工事務局對事件表示遺憾及高度關注，局方已對承建商發出停工通知，分別勒令停止肇事工地所有工人燒焊工作，直至承建商落實有效之職安健改善措施，並得到局方評估後方能恢復使用。

### 司法訴訟
2021年4月26日，澳門終審法院頒佈一宗針對行政合同中不批准工程延期的決定不能提起司法上訴案件。案情指，原告是2013年批出的本大樓第一期工程承建商，因申請延長工期被運輸工務司拒絕，向中級法院上訴勝訴，包括裁定檢察院提出不可上訴的抗辯理由不成立。但終審法院指出，當局不批准工程延期的性質只是相當於其他承包合同的不同意延期。承建商若因工程延期被處罰，才可提出司法上訴，案中當局不批准延長工期，不必然與執行工程有關，也不代表工程實際延誤，裁定檢察院提出的不可上訴的抗辯理由成立。

## 交通

### 公共巴士
M189 下環街市（Mercado de S. Lourenço）
路線：9、16